# Gunnar Hallström
Gunnar August Hallström, född den 2 maj 1875 på Södermalm i Stockholm, död den 6 oktober 1943 i Adelsö församling, var en svensk konstnär.

## Biografi

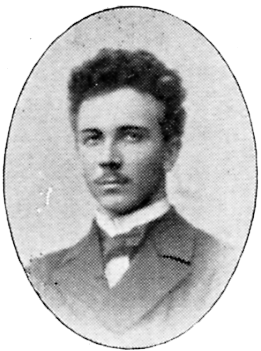
Gunnar Hallström som ung.

Hallström var äldre bror till den amerikanske generalmajoren Ivor Thord-Gray och arkeologen Gustaf Hallström. Den gemensamma begynnelsebokstaven "G" gjorde att brodern Gustaf ofta omskrevs som Amanuensen eller Arkeologen G. Hallström i samtida dokument medan Gunnar i sin tur omskrevs som Artisten G. Hallström. Han var gift 1901–1922 med konstnären Signe Hallström och blev far till fyra barn, sjökaptenen Sten G Hallström, militären Arne Hallström, konstnären Erik G Hallström samt konstnären Karl Yngve Hallström.
Hallström studerade vid Konstakademien 1893–1897 och var stipendiat i Paris 1906–1907. Åren 1910–1912 var han föreståndare och lärare vid Valands konstskola i Göteborg. Hallström med familj bosatte sig 1912 på Björkö i Mälaren där han mer och mer kom att engagera sig i bevarandet av öns gamla odlingslandskap.
Inför hotet om en förestående exploatering, bland annat för sommarhusbebyggelse, lyckades han tillsammans med brodern Gustaf driva igenom att delar av ön inköptes av staten åren 1912–1914. Dessa inköp kompletterades senare av Vitterhetsakademien så att större delen av fornminnesområdet på ön fredades. Vården av ön sköttes – och sköts alltjämt – av Riksantikvarieämbetet och Gunnar Hallström kom att verka som tillsyningsman på ön fram till början av 1930-talet då hans vision för ett naturligt bevarande av Björkö mer och mer kom att ifrågasättas. År 1931 fick han avträda posten till Karl Alfred Gustawsson.
Hallströms arbete på Björkö kom att innebära att han mer eller mindre bröt med konstvärlden i stort - även långt efter att mer modernistiska strömningar blivit norm fortsatte han att måla i nationalromantisk stil.
Under hela senare delen av sitt liv arbetade Hallström med ett slags kulturellt testamente över Björkös gamla kultur. Vid hans död 1943 var denna skrift fortfarande opublicerad och fragmentarisk och det var först 1997 som delar av hans manuskript kom att publiceras i Björkö saga : människor och liv på en Mälarö.
Hallström satt bland annat i riksstyrelsen för Svenska Naturskyddsföreningen, och var korresponderande ledamot av Vitterhets, Historie och Antikvitetsakademin. År 1916 utnämndes han till hedersledamot av Uplands nation.
Gunnar Hallström signerade tidigt sina verk med sina initialer i en svastika. Hallström dekorerade Eric von Rosens jaktstuga, där Herman Göring sägs ha fått inspiration till nationalsocialisternas partisymbol. Hallström finns representerad vid Nationalmuseum i Stockholm. Han är begravd på Adelsö kyrkogård.